# 뉴햄프셔주의 주지사
뉴햄프셔주의 주지사(영어: Governor of the State of New Hampshire)는 뉴햄프셔주 정부 행정을 이끄는 공직이다. 임기는 2년이며 얼마든지 연임이 가능한 대신 뉴햄프셔 행정 위원회에서 거부권을 행사할 수 있다. 뉴햄프셔 주의 주지사가 되기 위해서는 30세 이상의 등록 유권자로, 최소 7년간 뉴햄프셔에서 거주해야 한다. 현재 뉴햄프셔 주의 주지사는 공화당 소속의 크리스 스누누로 2017년 1월 5일에 취임하였다.

## 생존하는 전임자

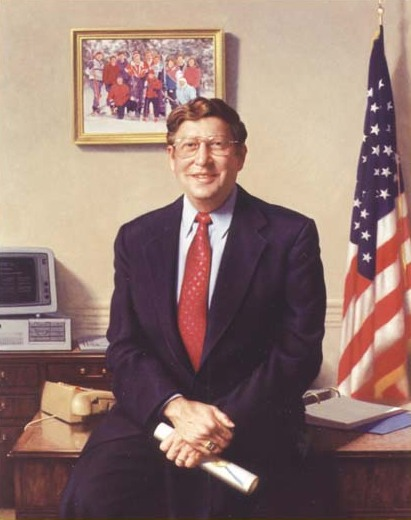
존 H. 스누누 (75대, 85세)
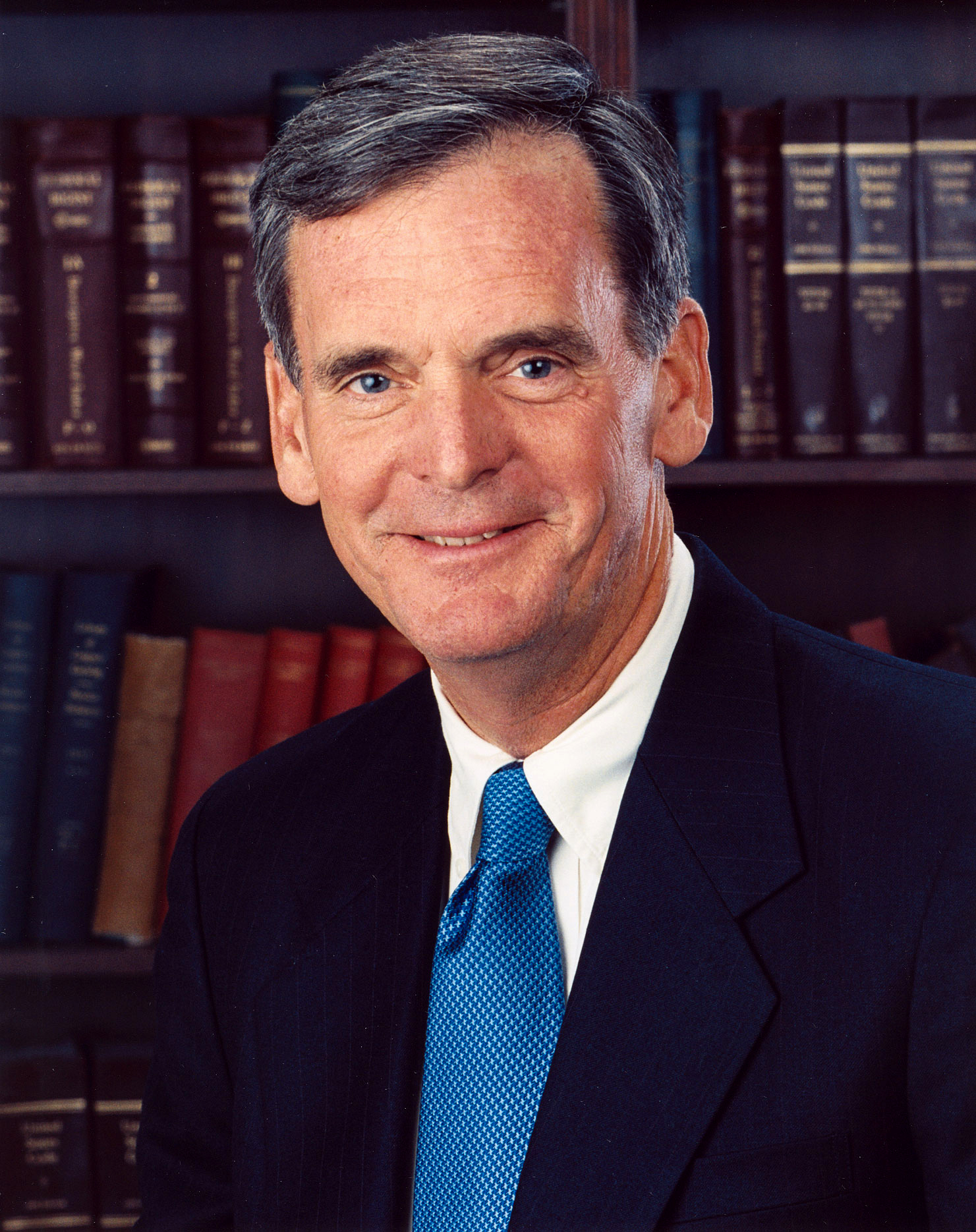
주드 그레그 (76대, 78세)
랄프 D. 허프 (직무대행, 81세)
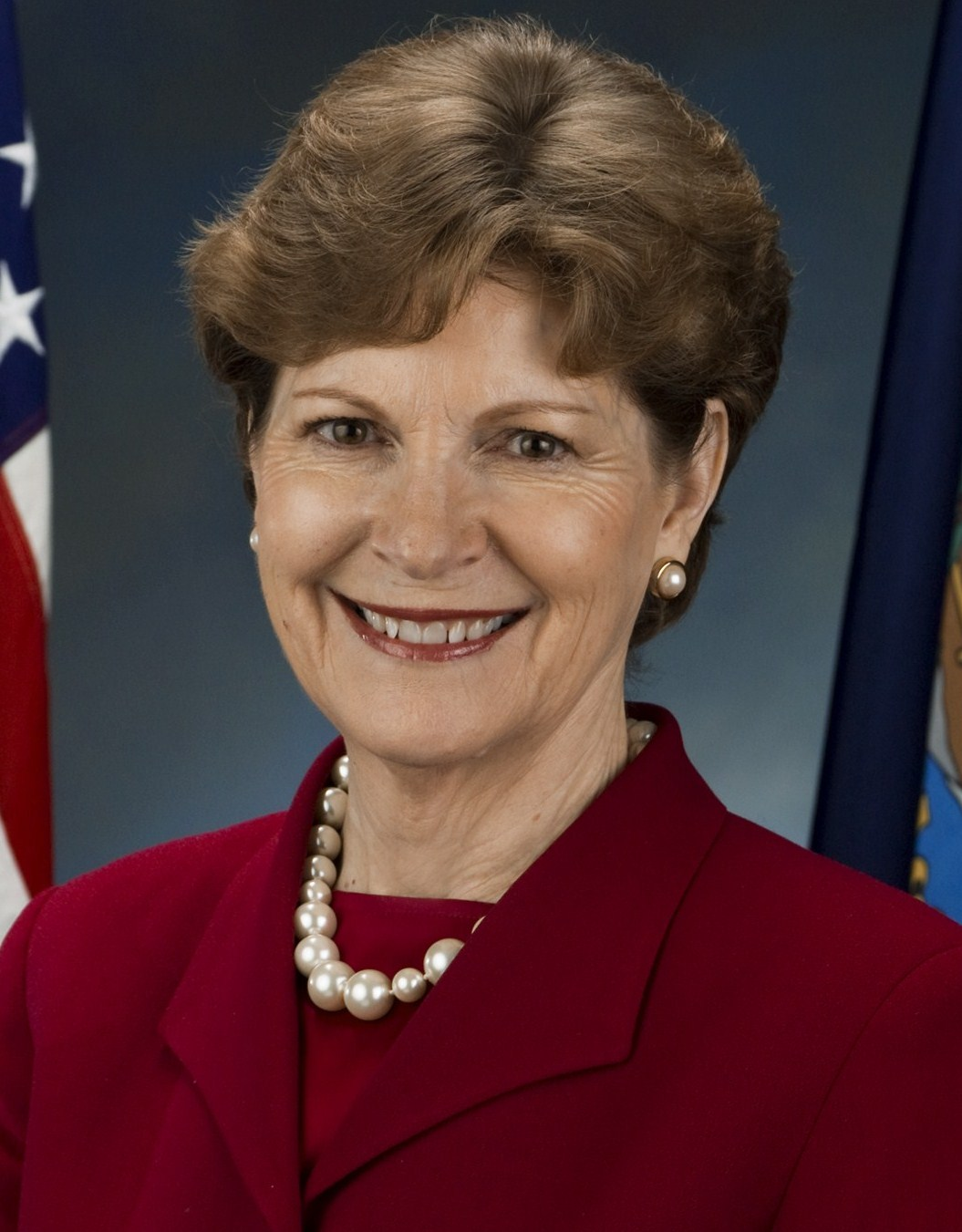
진 섀힌 (78대, 78세)
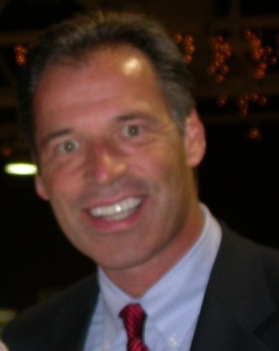
크레이그 벤슨 (79대, 70세)
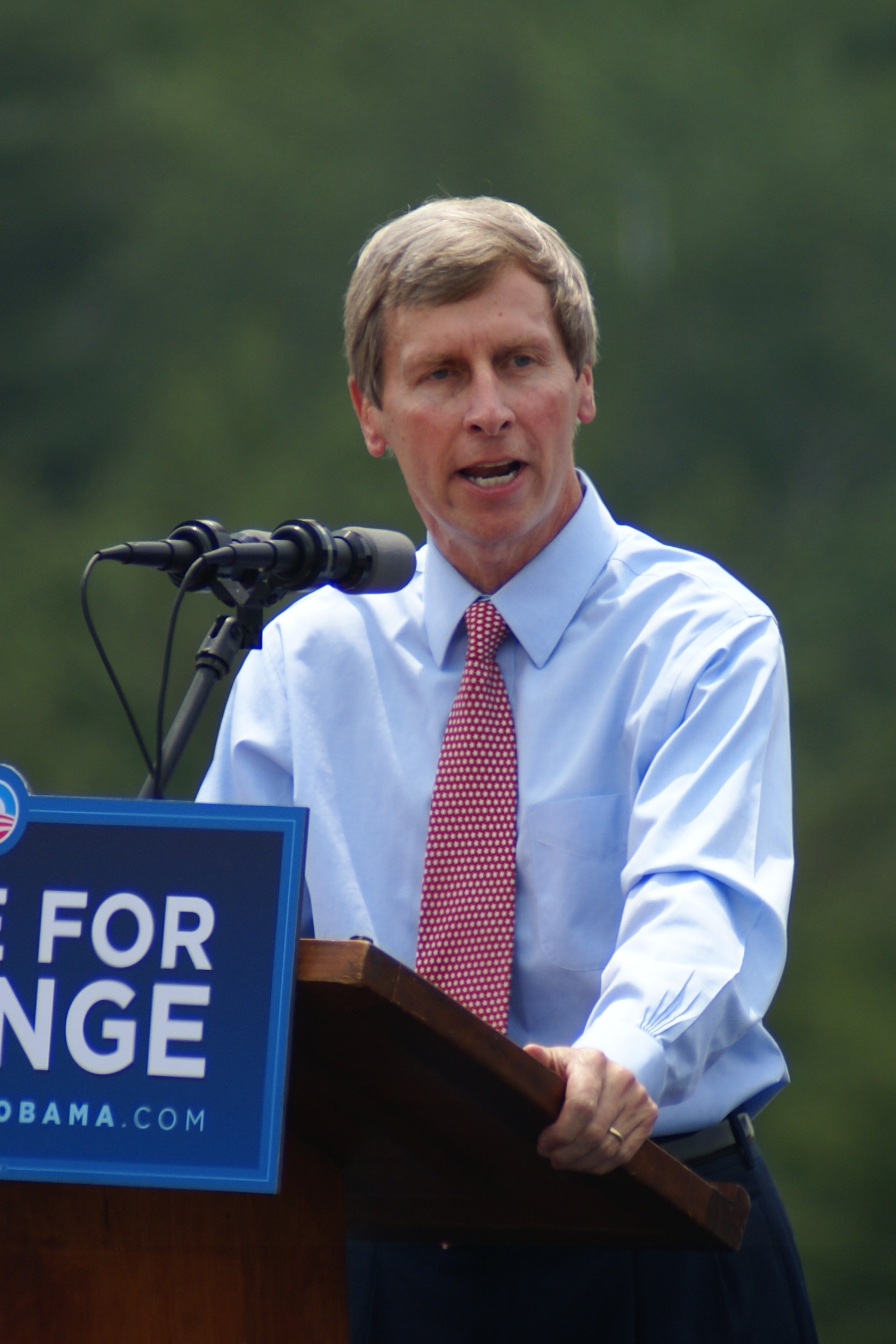
존 린치 (80대, 72세)
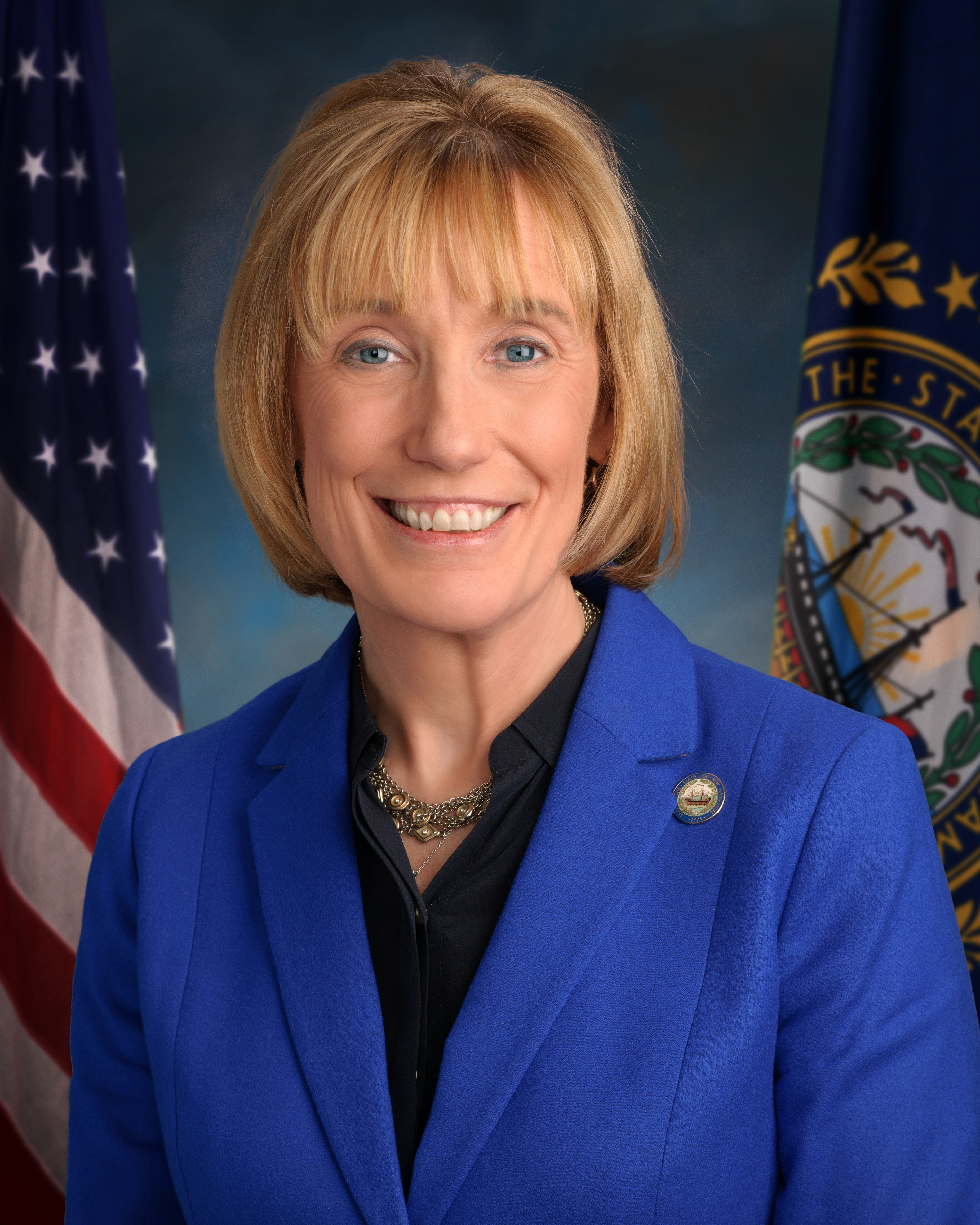
매기 해선 (81대, 67세)
척 모스 (직무대행, 64세)

## 목록
| 대수 | 이름      | 취임            | 퇴임           | 정당   |
| ---- | --------- | --------------- | -------------- | ------ |
| 1    | 매섹 위어 | 1776년 6월 15일 | 1785년 6월 1일 | 무소속 |
| 2    | 존 랭던   | 1785년 6월 1일  | 1786년 6월 7일 | 무소속 |